# Kroatien i olympiska vinterspelen 2002
Kroatien deltog i olympiska vinterspelen 2002. Kroatiens trupp bestod av 13 idrottare varav 8 var män och 5 var kvinnor. Janica Kostelić som bar fanan under invigningen var även Kroatiens enda medaljör och tog 3 guld och 1 silver. Dessa var även Kroatiens första medaljer i ett olympiskt vinterspel.
Kroatien yngsta deltagare var Ana Jelušić (15 år och 55 dagar) och den äldsta var Ivan Šola (40 år och 73 dagar).

## Medaljer

### Guld
Alpin Skidåkning
- Storslalom: Janica Kostelić
- Slalom: Janica Kostelić
- Kombinerad: Janica Kostelić

### Silver
Alpin Skidåkning
- Super-G: Janica Kostelić

## Resultat

### Alpin Skidåkning
- Storslalom
  - Ivica Kostelić - 9
  - Janica Kostelić - 1
  - Nika Fleiss - 36
  - Ana Jelušić - 37
- Slalom
  - Ivica Kostelić - Körde ur
  - Janica Kostelić - 1
  - Nika Fleiss - 12
  - Ana Jelušić - 23
- Super-G
  - Janica Kostelić - 2
- Kombinerad
  - Janica Kostelić - 1

### Bob
- Fyra-manna
  - Ivan Šola, Boris Lovrić, Ðulijano Koludra & Niki Drpić - 26

### Skidskytte
- 10 km
  - Žarko Galjanić - 84
- 20 km
  - Žarko Galjanić - 83

### Längdskidåkning
- Sprint
  - Damir Jurčević - 47
- 15 km
  - Denis Klobučar - 58
  - Damir Jurčević - 61
  - Maja Kezele - 54
  - Maja Kezele - 54
- 30 km
  - Damir Jurčević - 61
  - Denis Klobučar - 64
- 50 km
  - Damir Jurčević - 52
  - Denis Klobučar - 53
- 10+10 km
  - Denis Klobučar - 64
  - Damir Jurčević - 69
- 10 km
  - Maja Kezele - 55
- 5+5 km
  - Maja Kezele - 64

### Konståkning
- Singel damer
  - Idora Hegel - 19